# Guyana ai Giochi della XXXI Olimpiade
La Guyana ha partecipato ai Giochi della XXXI Olimpiade, che si sono svolti a Rio de Janeiro, Brasile, dal 5 al 21 agosto 2016, con una delegazione di sei atleti impegnati in due discipline: atletica leggera e nuoto. Portabandiera alla cerimonia di apertura è stato il diciottenne nuotatore Hannibal Gaskin, alla sua prima Olimpiade.
Si è trattato della diciassettesima partecipazione di questo paese ai Giochi estivi. Non sono state conquistate medaglie.